# Bothriomyrmex modestus
Bothriomyrmex modestus é uma espécie de inseto do gênero Bothriomyrmex, pertencente à família Formicidae.